# Bavra
Bavra (in armeno Բավրա?) è un comune di 577 abitanti (2001) della Provincia di Shirak in Armenia.